# یواس‌اس زانلند (آی‌دی-۲۷۴۶)
یواس‌اس زانلند (آی‌دی-۲۷۴۶) (به انگلیسی: USS Zaanland (ID-2746)) یک کشتی بود که طول آن ۳۸۹ فوت ۵ اینچ (۱۱۸٫۶۹ متر) بود. این کشتی در سال ۱۹۰۰ ساخته شد.